# Achmea
Achmea Holding N.V. er et hollandsk forsikringsselskab. Virksomheden blev til ved en fusion mellem Zilveren Kruis og Avéro Centraal Beheer Groep 1. januar 1995.
Achmeas brands inkluderer Agis, Avéro, Centraal Beheer, FBTO, Interpolis, Syntrus og Zilveren Kruis.